# Muzio Manfredi
Muzio Manfredi (Cesena, 1535 circa – Roma, ottobre 1609) è stato un poeta e commediografo italiano del XVI secolo.

## Biografia
Nato in un'antica famiglia nobiliare di Faenza compì i suoi studi a Ravenna.
Nel 1552 era a Roma, dove frequentò diverse residenze della nobiltà romana, rimanendovi per oltre vent'anni. Nel 1575 si trovava Bologna visto che in quella città diede alle stampe la Lettione una dissertazione su un sonetto di Galeazzo Rossi. Lo stesso anno pubblicò Per donne romane, una ponderosa antologia di versi di autori vari.
Non si conosce la durata del suo soggiorno bolognese se non per il fatto che nel 1580 fu a Parma, componente dell'Accademia degli Innominati. Durante questo periodo scrisse la sua prima opera teatrale, la tragedia Semiramis, che nonostante i suoi molti tentativi, non venne mai rappresentata durante la vita del Manfredi.
Nel 1582 fu a Ferrara, e lì ebbe modo di assistere a qualche rappresentazione del concerto delle donne riservato soltanto ai membri della corte di Alfonso II d'Este ed ai suoi ospiti. Nel 1593 venne data alle stampe a Bergamo la Semiramis.
Continuò a girovagare per le corti italiane e fra il 1584 e il 1587 fu a Mantova presso i Gonzaga.
Entrato a far parte dell'Accademia Olimpica di Vicenza, partecipò al concorso per la scelta del lavoro da rappresentare all'inaugurazione del teatro Olimpico, proponendo la sua Semiramis ma anche questa volta con scarso successo.
Si trasferì quindi il Lorena nel 1591, dove a Nancy, nel 1593, diede alle stampe una epistolario. Nel 1589 lo si trova al servizio della duchessa Dorotea di Lorena, presso la cui casa incontrò la musicista Ippolita Della Penna, che di lì a poco sposò. Lì compose la  Semiramis boschereccia, una versione più leggera della sua tragedia. Nel 1596 tornò in Italia, a Pavia, e mantenne una continua corrispondenza con la corte di Mantova senza peraltro riuscire a far approvare i suoi lavori dal duca. Nonostante la mancata disponibilità del duca ad ospitarlo presso la sua corte, fu quasi certamente a Mantova per un breve periodo visto che fra il 1597 ed il 1601 si interruppe la corrispondenza con i Gonzaga.
Nel 1605 vennero stampati a Venezia i Madrigali sopra molti soggetti stravaganti composti, né men di tre, né più di cinquanta sono per ciascun soggetto e nello stesso anno le sue condizioni di salute peggiorano in maniera repentina e nello stesso tempo la sua situazione finanziaria. Subito dopo si trasferì a Roma dove morì verso la fine del 1609.